# Antheropeas
Antheropeas es un género de plantas con flores de la familia  Asteraceae.  Comprende 5 especies descritas y de estas, solo 2 aceptadas.

## Taxonomía
El género fue descrito por Per Axel Rydberg y publicado en North American Flora 34(2): 97–99. 1915. La especie tipo es: Antheropeas wallacei (A.Gray) Rydb.

## Especies
A continuación se brinda un listado de las especies del género Antheropeas aceptadas hasta julio de 2012, ordenadas alfabéticamente. Para cada una se indica el nombre binomial seguido del autor, abreviado según las convenciones y usos.
- Antheropeas rubellum (A.Gray) Rydb.
- Antheropeas tenuifolium Rydb.